# Louis Abelly
Louis Abelly (ur. w 1603 w Paryżu, zm. 4 października 1691 w Paryżu) – francuski duchowny i teolog, biskup Rodez.

## Życiorys
Louis Abelly był jednym z pierwszych uczniów i współpracowników św. Wincentego à Paulo, któremu pomagał w jego dziele reformy duchowieństwa. Od 1639 był wikariuszem generalnym biskupa Bajonny François V Fouqueta, także współpracownika św. Wincentego. W 1643, po powrocie do Paryża, został proboszczem parafii San José. Zorganizował przy niej wspólnotę kapłańską. Został także przełożonym Zgromadzenia Córek Krzyża. Od 1662 był biskupem Rodez, jednak już po kilku latach (w 1666) zrezygnował z obowiązków z powodu choroby. Powrócił do Paryża, gdzie żył odtąd zajmując się teologią. Zmarł w opinii świętości.

## Dzieło
Spuścizna teologiczna Louisa Abelly'ego jest bardzo bogata, obejmuje przede wszystkim wiele pism polemicznych, zwłaszcza wymierzonych w jansenizm oraz pism propagujących kult maryjny. W dziełach ascetycznych był wiernym uczniem św. Wincentego. Wielu wydań doczekał się jego cieszący się wielkim uznaniem podręcznik teologii moralnej Medulla theologica (Paryż, 1650). W duchu św. Wincentego napisana jest także napisana przez Abelley'ego biografia świętego, La vie [...] du Vincent de Paul (Paryż 1661). W odpowiedzi na jansenistyczne pismo znane jako Monita Salutaria opublikował Sentiments des SS. Pères, touchant les excellences et les prérogatives de la T.S. Vierge.
Jego Défense de la hiérarchie de l'Eglise jest wymierzona przeciw anonimowemu propagatorowi gallikanizmu. Napisał także dwa enchiridiony, jeden skierowany do biskupów, drugi do kapłanów, traktat zatytułowany De l'obéissance et soumission due au Pape, Traité des Hérésies i inne dzieła.